# Casa Jaume Gustà
Casa Jaume Gustà és un habitatge del municipi de Figueres (Alt Empordà) protegit com a bé cultural d'interès local.

## Descripció
Edifici situat a la Plaça del Sol, al costat de la carretera a Olot, i davant de la nova biblioteca. És un edifici entre mitgeres de planta baixa, pis (principal) i altell. La planta baixa presenta encoixinat rústic al llarg del portal lateral, la finestra cental i la finestra lateral; obertures amb reixes treballades. L'ordenació del conjunt de la façana és horitzontal per motllures. El primer pis, principal, presenta un esgrafiat de fons rosa i motius florals verds. En aquest pis destaca la tribuna sobre mènsules, amb arcs trilobulats que donen aparença medievalitzant. La tribuna té decoració en ceràmica verda i columnes de fust molt prim amb capitells florals. Flanquejant la tribuna hi ha dues finestres (una per banda) de llinda escalonada. A nivell de l'altell trobem fris, molt ample, amb esgrafiats de motius florals. A l'altell hi ha dues obertures circulars, que permeten la ventilació, flanquejant un balconet que queda en l'eix de la tribuna. Cornisa sobre mènsules amb decoració floral. La terrassa és amb barana i alterna la forja i els cossos d'obra.

## Història
Obra atribuïda a l'arquitecte Jaume Gustà i Bondia, projectada el 1926. El pintor Emili Blanch Bartolomé va realitzar els esgrafiats-relleus de la façana amb motius vegetals.